# 住吉警察署
住吉警察署（すみよしけいさつしょ）は、大阪府警察が管轄する警察署の一つである。

## 所在地
- 大阪府大阪市住吉区東粉浜3丁目28番3号 
  - 阪堺電気軌道阪堺線・上町線 住吉停留場
  - 南海本線 粉浜駅、住吉大社駅

## 管轄区域
- 大阪市住吉区

## 沿革
1877年10月3日、住吉郡長峡町25番地（現在の住吉区長峡町付近）に住吉警察署として設置された。1881年9月には堺警察署の分署となり、さらに1897年3月には平野郷警察署の分署となったが、1907年には住吉警察署として再独立した。
1919年4月21日には今宮警察署（現在の西成警察署）を分離している。今宮警察署分離以降、1925年の大阪市編入までの管轄区域は、当時の東成郡墨江村・安立町・依羅村・長居村・敷津村・住吉村、および西成郡粉浜村（おおむね現在の住吉区と住之江区に相当）だった。
1931年3月30日には、住吉区粉浜東之町五丁目91番地の現在地に庁舎を建て移転している。

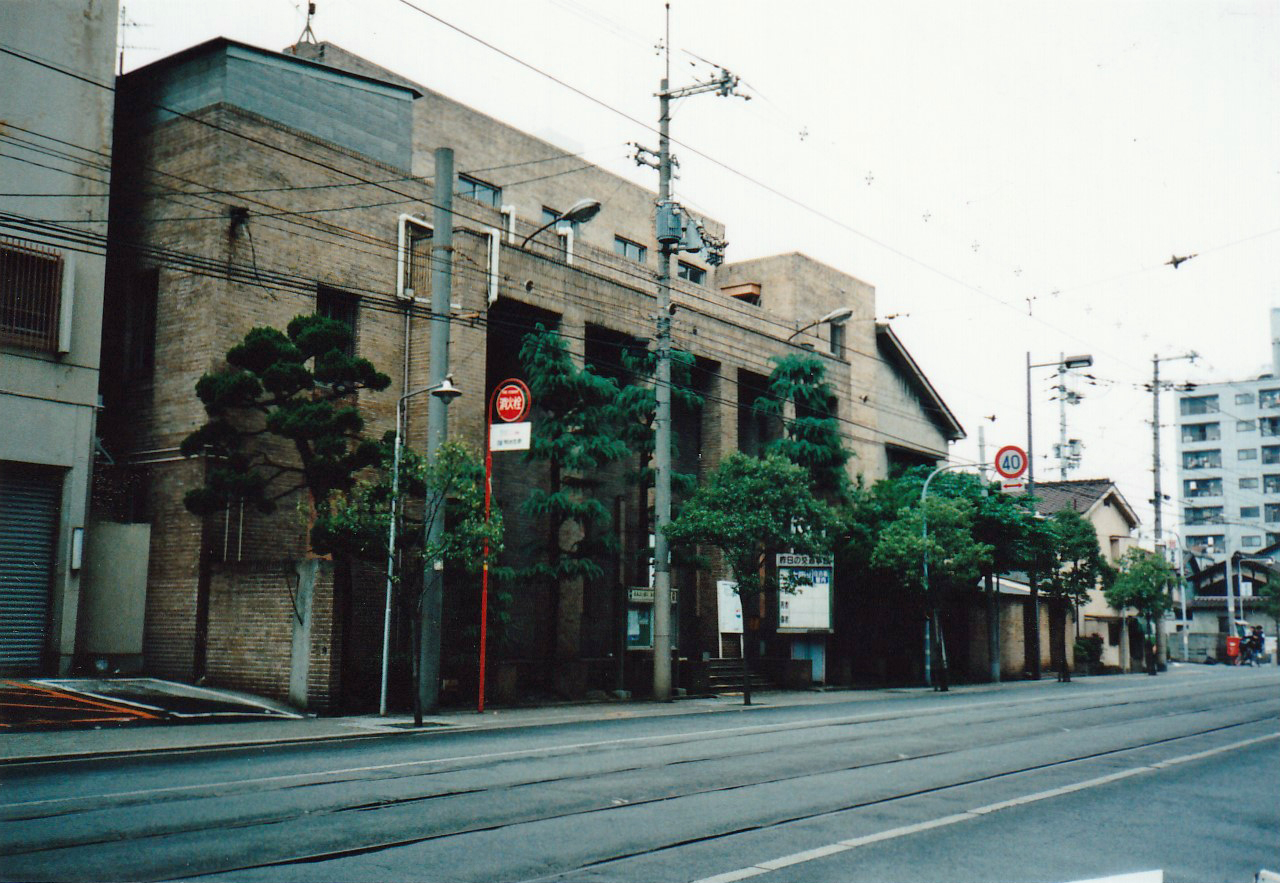
１９９４年まで使用されていた住吉警察署旧庁舎。

警察法の施行により、1948年3月7日に大阪市住吉警察署となった。その後府・市の警察が統合したことに伴い、1955年7月1日には大阪府住吉警察署へと改編されている。管轄区域は当時の住吉区。
住吉区は1974年に住吉区・住之江区の2区に分区したが、警察署については引き続き両区を管轄することになった。1983年4月1日には住之江区を管轄する住之江警察署を分離し、現行の管轄区域となった。
1994年より庁舎建て替え工事が始まり、住吉区帝塚山東二丁目・旧大阪女子大学帝塚山校舎および大阪府立看護短期大学跡に仮移転した。1998年には新庁舎が竣工して業務を開始している。

## 交番
- 我孫子交番 - 大阪市住吉区我孫子東三丁目1番11号
- 清水丘交番 - 大阪市住吉区清水丘二丁目2番18号
- 杉本町駅前交番 - 大阪市住吉区杉本三丁目2番79号
- 墨江交番 - 大阪市住吉区墨江一丁目7番18号
- 長居交番 - 大阪市住吉区長居二丁目13番8号
- 万代交番 - 大阪市住吉区万代東三丁目1番65号
- 南住吉交番 - 大阪市住吉区南住吉四丁目9番26号

## 主な事件・事故
- 1970年12月13日 - 署の留置場から留置中の3人が脱走。カギのかけ忘れ、見張り役の不在が重なったことが原因[1]。